# لودفيج ليفي
لودفيج ليفي (بالألمانية: Ludwig Levy) (و. 1859 – 1907 م) هو مهندس معماري، وأستاذ جامعي من ألمانيا . ولد في لانداو اين در فالتز .
توفي في كارلسروه .